# NK Metalac Međurić
NK Metalac je nogometni klub iz Međurića, osnovan 1971. godine.
Trenutačno se natječe u 2. ŽNL Sisačko-moslavačkoj, koju je i osvojio u sezoni 2013./14., ali je tada odustao od promocije u 1. ŽNL.

## Povijest
| Sezona      | Rang | Liga                                                  | Plasman    |
| ----------- | ---- | ----------------------------------------------------- | ---------- |
| 1998./99.   | 6.   | 3. ŽNL Sisačko-moslavačka NS Kutina (Moslavačka liga) | 1. mjesto  |
| 1999./2000. | 5.   | 2. ŽNL Sisačko-moslavačka                             |            |
| 2000./01.   | 5.   | 2. ŽNL Sisačko-moslavačka                             |            |
| 2001./02.   | 5.   | 2. ŽNL Sisačko-moslavačka                             |            |
| 2002./03.   | 5.   | 2. ŽNL Sisačko-moslavačka NS Kutina-Novska            | 13. mjesto |
| 2003./04.   | 5.   | 2. ŽNL Sisačko-moslavačka NS Kutina-Novska            | 14. mjesto |
| 2004./05.   | 6.   | 3. ŽNL Sisačko-moslavačka NS Kutina (Moslavačka liga) | 10. mjesto |
| 2005./06.   | 6.   | 3. ŽNL Sisačko-moslavačka NS Kutina (Moslavačka liga) | 13. mjesto |
| 2006./07.   | 6.   | 3. ŽNL Sisačko-moslavačka NS Kutina (Moslavačka liga) |            |
| 2007./08.   | 6.   | 2. ŽNL Sisačko-moslavačka                             | 2. mjesto  |
| 2008./09.   | 5.   | 1. ŽNL Sisačko-moslavačka                             | 14. mjesto |
| 2009./10.   | 6.   | 2. ŽNL Sisačko-moslavačka                             | 3. mjesto  |
| 2010./11.   | 6.   | 2. ŽNL Sisačko-moslavačka                             | 3. mjesto  |
| 2011./12.   | 6.   | 2. ŽNL Sisačko-moslavačka                             | 7. mjesto  |
| 2012./13.   | 6.   | 2. ŽNL Sisačko-moslavačka                             | 5. mjesto  |
| 2013./14.   | 6.   | 2. ŽNL Sisačko-moslavačka                             | 1. mjesto  |
| 2014./15.   | 6.   | 2. ŽNL Sisačko-moslavačka                             | 4. mjesto  |
| 2015./16.   | 6.   | 2. ŽNL Sisačko-moslavačka                             | 5. mjesto  |
| 2016./17.   | 6.   | 2. ŽNL Sisačko-moslavačka                             | 2. mjesto  |
| 2017./18.   | 6.   | 2. ŽNL Sisačko-moslavačka                             | 2. mjesto  |
| 2018./19.   | 6.   | 2. ŽNL Sisačko-moslavačka                             | 7. mjesto  |

## Vanjske poveznice
- Facebook stranica kluba